# Gogarloch
 (janvier 2019).
Si vous disposez d'ouvrages ou d'articles de référence ou si vous connaissez des sites web de qualité traitant du thème abordé ici, merci de compléter l'article en donnant les références utiles à sa vérifiabilité et en les liant à la section « Notes et références ».
Gogarloch est un quartier résidentiel dans le quartier de South Gyle à Édimbourg, en Écosse. Il se trouve près de la gare de chemin de fer de South Gyle et de South Gyle Broadway, à 7 km à l'ouest du centre-ville. Corstorphine et Wester Broom sont à proximité.
Historiquement, cette région était marécageuse (d'où « loch » dans le nom) mais le terrain a été drainé au XIXe siècle pour créer de la place pour un nouveau chemin de fer. La plupart des logements date des années 1990.
D'autres anciens lochs d'Edimbourg, notamment le Nor Loch et Burgh Loch, étaient sur le site de l'actuelle zone Meadows.